# كريستيان ماكلولين
كريستيان ماكلولين (بالإنجليزية: Christian McLaughlin)‏ هو كاتب سيناريو أمريكي، ولد في 29 سبتمبر 1967.

## وصلات خارجية
- كريستيان ماكلولين على موقع IMDb (الإنجليزية)
- كريستيان ماكلولين على موقع ألو سيني (الفرنسية)
- كريستيان ماكلولين على موقع قاعدة بيانات الفيلم (الإنجليزية)
- كريستيان ماكلولين على موقع كينوبويسك (الروسية)